# Kay Lübke
Kay Lübke (* 1971 in Karlsruhe) ist ein deutscher Jazzmusiker (Schlagzeug, Komposition).

## Leben und Wirken
Lübke studierte zunächst in der Musikwerkstatt Frankfurt und an der Johannes Gutenberg Universität Mainz. 1998 setzte er sein Schlagzeug-Studium an der Hochschule für Musik Hanns Eisler Berlin bei Holger Nell fort.
Seitdem lebt und arbeitet Lübke in Berlin. Dort entstanden zahlreiche Projekte und Gruppen; so gehörte er zum Berlin Improvisers Orchestra, zum Silke Eberhard Trio, mit dem Alben wie The Being Inn und Being the Up and Down entstanden, zum Christian von der Goltz Projekt und der Band Croomp. Weiterhin leitete er die Formation Slowboy (mit Jan von Klewitz, Saxophon, und Wolfgang Roggenkamp, Hammondorgel), die 2013 den Studiopreis des Berliner Senats erhielt. Zudem arbeitete er in den letzten Jahren mit Musikern wie Uschi Brüning, Sheila Jordan, Dave Liebman, Richie Cole, Kris Davis, Ulrich Gumpert, Ernst-Ludwig Petrowsky, Shabaka Hutchings, Christof Sänger, Andreas Willers, Majid Bekkas, Henrik Walsdorff, Georg Boeßner, Anna Kaluza (Jack, 2024) und Uli Kempendorff. Er tourte und spielte auf Festivals in Europa, Israel, Marokko, Ägypten, Aserbaidschan, China, Kanada und den USA.
Außerdem arbeitete Lübke als Theatermusiker an der Schaubühne, an der Volksbühne und am Berliner Ensemble. Weiterhin wirkte er mit bei Produktionen von Tanzplan Dresden, Spielzeit Europa/Berlin und dem Hans Otto Theater. Er ist auch auf Alben von Efrat Alony Quartet, Gumpert Hammond B 3-Projekt, Hornbeef, Karsten Sitterle’s Code of Diseases, New Manfred Schulze Formation, Potsa Lotsa XL (Gaya), Rosen Quintett, The Real Latinos und Stillness3 zu hören.

## Diskographische Hinweise
- Croomp: On the Loose (Double Moon Records 2008, mit Johannes Haage, Petra Krumphuber, Silke Eberhard, Simon Bauer)
- John Schröder, Peer Neumann, Kay Lübke: Süden (Two Nineteen Records 2022)
- Silke Eberhard Trio: Being-a-Ning (2024)